# Flair Airlines
Flair Airlines es una aerolínea de bajo costo canadiense con sede en Edmonton, Alberta. Opera servicios programados de pasajeros en Canadá, así como servicios chárter de pasajeros y carga en Canadá, Estados Unidos, el Caribe y destinos en todo el mundo desde su base principal en el Aeropuerto Internacional de Edmonton. Sirve a una variedad de clientes que incluyen a otras aerolíneas, mayoristas turísticos, equipos deportivos, organizadores de convenciones, agencias gubernamentales y planificadores de viajes corporativos.

## Flota

### Flota Actual
En junio de 2024, operan los siguientes aviones de Flair Airlines::
| Aeronave         | En servicio | Pedidos | Pasajeros | Notas                       |
| ---------------- | ----------- | ------- | --------- | --------------------------- |
| Boeing 737-800   | 2           | —       | 186       |                             |
| Boeing 737 MAX 8 | 18          | —       | 189       | Entregas completas en 2023. |
| Total            | 20          | —       |           |                             |